# Гринлон (Њујорк)
Гринлон (енгл. Greenlawn) насељено је место без административног статуса у америчкој савезној држави Њујорк.

## Демографија
По попису из 2010. године број становника је 13.742, што је 456 (3,4%) становника више него 2000. године.
| Група             | 2000.         | 2010.         |
| Белци             | 9.792 (73,7%) | 9.338 (68,0%) |
| Афроамериканци    | 2.027 (15,3%) | 1.915 (13,9%) |
| Азијати           | 372 (2,8%)    | 564 (4,1%)    |
| Хиспаноамериканци | 905 (6,8%)    | 1.724 (12,5%) |
| Укупно            | 13.286        | 13.742        |